# Habsburger Post (1557–1597)

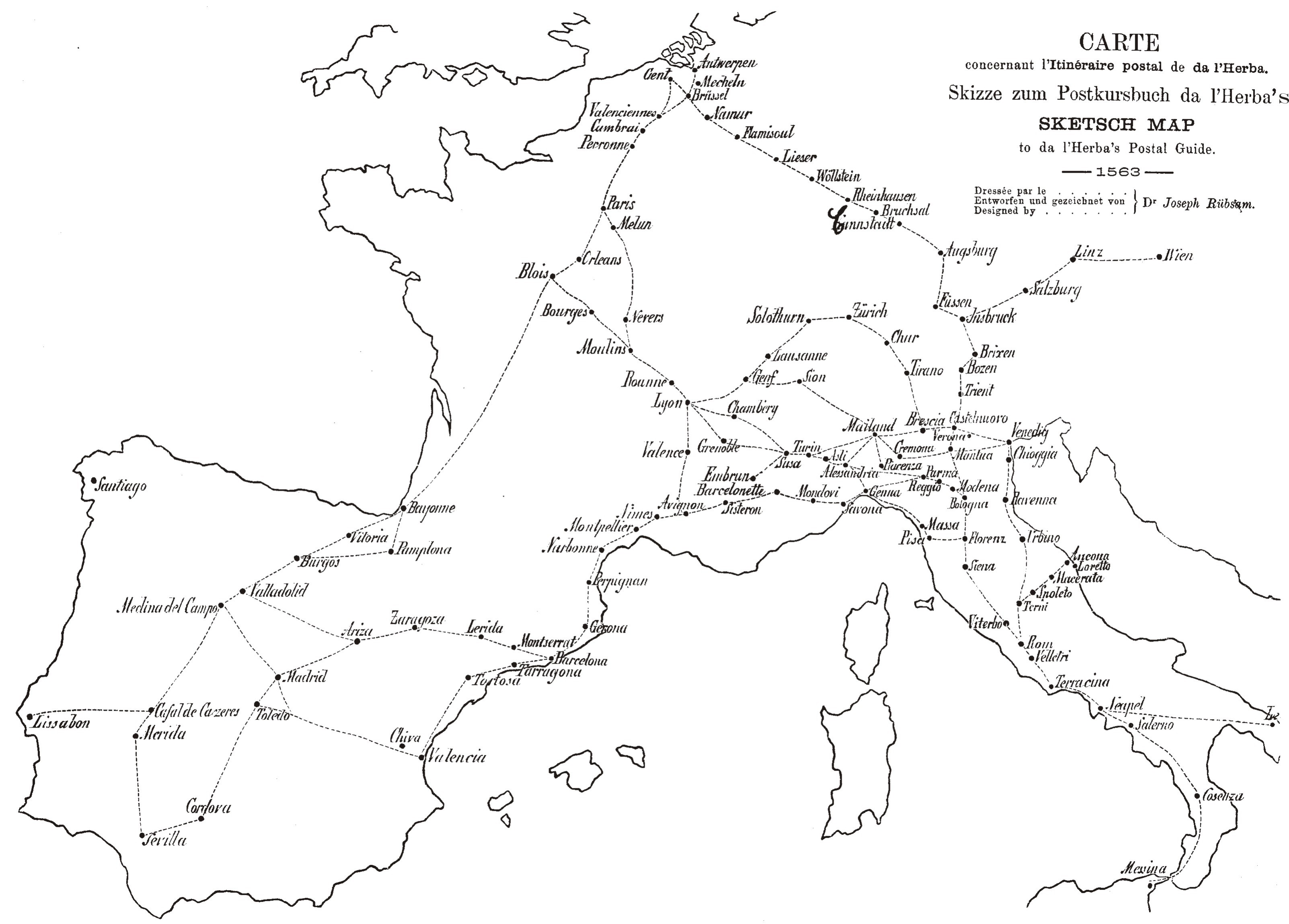
Postkurse 1563, nach dem Postreisebuch des Giovanni da l’Herba

In diesem Artikel über die länderübergreifende Habsburger Post von 1557 bis 1597 werden hauptsächlich die Schwierigkeiten auf dem Niederländischen Postkurs von Brüssel bis Italien behandelt, soweit sie das Deutsche Reich betreffen. Die Route diente den Spanischen Habsburgern als Transitlinie, und der Tiroler und Niederösterreichischen Landespost als Teil ihres Netzes. Die Oberhoheit über die Poststationen im Reich besaß der Kaiser. Im Mittelpunkt dieses Konfliktes stand die Brüsseler Taxis-Familie, die sich ab 1650 Thurn und Taxis nannte.

## Das überregionale Postwesen unter Ferdinand II

### Historischer Hintergrund
Karl V. trat 1556 als Kaiser zurück und reiste im September nach Spanien, wo er am 21. September 1558 starb. Von nun an teilten sich die Habsburger in zwei Herrscherhäuser, die Spanischen Habsburger und die Österreichischen Habsburger. Trotzdem blieb auch danach durch Heiraten untereinander eine enge Bindung bestehen.
Karls Bruder Ferdinand wurde im Februar 1558 in Frankfurt zum Kaiser gewählt. Karls Sohn Philipp wurde 1556 spanischer König, blieb aber in Brüssel. Er war seit 1554 mit der englischen Königin Mary Tudor verheiratet und kehrte erst nach ihrem Tod am 17. November 1558 von Brüssel nach Spanien zurück.

### Die Spanisch-Niederländische Post und die Habsburger Hofpost
Die beiden Postanstalten blieben von diesen Veränderungen zunächst noch unberührt, weil die niederländischen und italienischen Besitzungen Philipp gehörten. Die Brüsseler Postzentrale arbeitete nun für das habsburgische Spanien, und die Niederländische Postroute wurde zu einer spanischen Transitroute durch das Reich.

### Christoph von Taxis
Christoph von Taxis wurde 1559 Koordinator der Hofpost. Er versuchte, auch in dieser Postanstalt die Fremdbeförderung von Briefen einzuführen, aber die Postmeister in Wien, Innsbruck und Trient verweigerten die Auslieferung solcher Briefe.

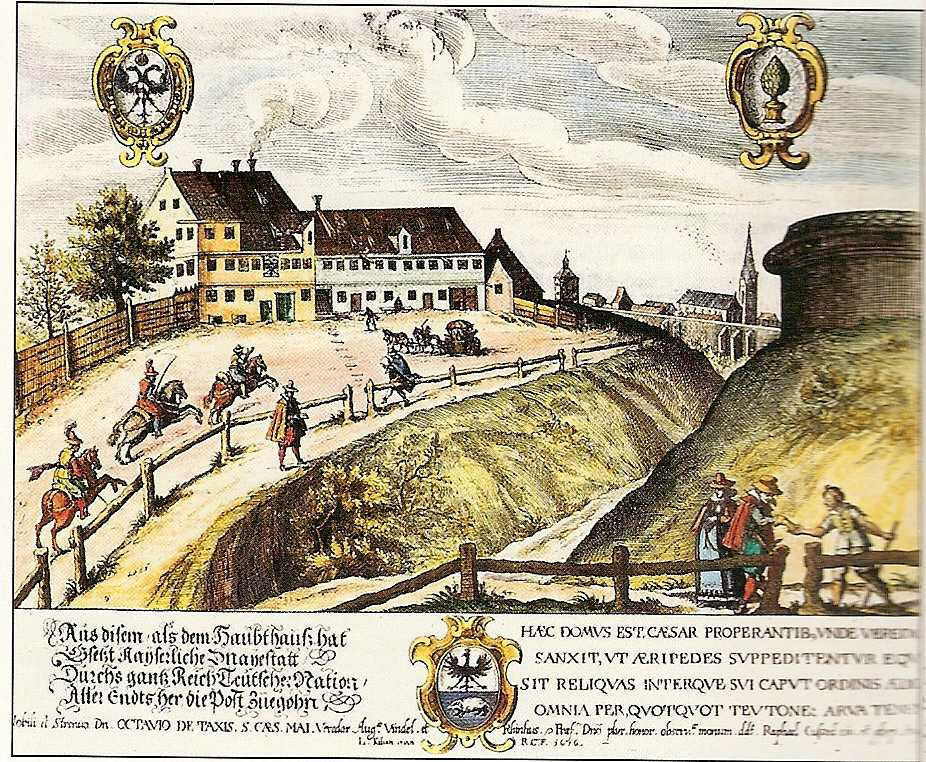
Augsburger Posthaus 1616

Nachdem er 1557 das Niederländische Postamt in Augsburg, eine Filiale der Brüsseler Zentrale für sechs Jahre gepachtet hatte, richtete er im Jahre 1559 zusammen mit dem venezianischen Postmeister Roger von Taxis auf eigene Kosten eine wöchentliche Post von Augsburg nach Venedig ein, die Kaiser Ferdinand genehmigte. Durch das Unterbieten der Tarife der Augsburger Botenanstalt versuchte Christoph, die Augsburger Kaufmannschaft für die eigene Post nach Antwerpen und Venedig zu gewinnen.
Im Jahre 1563 weigerte sich Christoph, das für sechs Jahre gepachtete spanisch-burgundische Postamt in Augsburg dem rechtmäßigen Nachfolger Seraphin II. von Taxis zurückzugeben. Leonhard I. von Taxis protestierte von Brüssel aus und schickte seinen Bruder Johann Baptista, der später als Diplomat in spanischen Diensten stand, nach Augsburg. Dieser bestimmte den Füssener Postmeister Innozenz von Taxis zum Verwalter des Niederländischen Postamtes in Augsburg, und Christoph erhielt am 17. Dezember 1563 vom Kaiser eine Abmahnung.

## Die Post unter Maximilian II und Philipp II

### Die Habsburger Erbteilung und die Zersplitterung der Habsburger Hofpost
Nachdem Kaiser Ferdinand am 25. Juli 1564 gestorben war, wurden die Erblande unter seinen Söhnen Maximilian, Ferdinand und Karl aufgeteilt. Dabei entstanden drei unabhängige Hofpostanstalten mit den Zentralen Graz, Innsbruck und Wien.
Erzherzog Karl, der 1590 starb, erhielt Innerösterreich mit Cilli, Kärnten, Krain, Görz, Triest und Istrien. Seine Hauptresidenz war Graz mit den Postrouten Graz–Wien und Graz–Venedig. Bis 1599 war Johann Baptista von Paar sein oberster Postmeister, danach bis 1600 Hans Friedrich von Paar, dann bis 1623 Hans Christoph von Paar.
Erzherzog Ferdinand, der 1595 starb, erhielt Tirol und die Vorlande. Seine Hauptstadt war Innsbruck, das mit Postrouten nach Wien, Rovereto, Venedig, Augsburg und Freiburg im Breisgau verbunden war. Bis 1583 war Gabriel II. von Taxis sein oberster Postmeister. Diesem folgten bis 1613 Paul I. von Taxis, dann bis 1620 Andreas von Taxis, bis 1645 Wolf Dietrich und Paul II. von Taxis.
Der neue Kaiser Maximilian II war nur für Ober- und Niederösterreich, Böhmen und Ungarn zuständig. Seine Hauptresidenz war Wien, das mit Routen nach Prag, Graz und Innsbruck und einer Linie von Augsburg nach Prag verbunden war. Bis 1570 war Paul Wolzogen sein oberster Postmeister, danach folgten bis 1576 Hans Wolzogen, bis 1580 Andreas Wolzogen, bis 1583 Michael Wolzogen und dann Hans Christoph Wolzogen.
Alle diese Linien waren der Öffentlichkeit nicht zugänglich. Das galt auch für einige Poststafetten von deutschen Fürsten. So errichteten die Wittelsbacher 1569 einen Postkurs von München nach Augsburg, und Herzog Julius von Braunschweig ließ 1576 einen Postkurs von Wolfenbüttel nach Leipzig legen.

### Vertrag über die Transitroute Brüssel–Augsburg

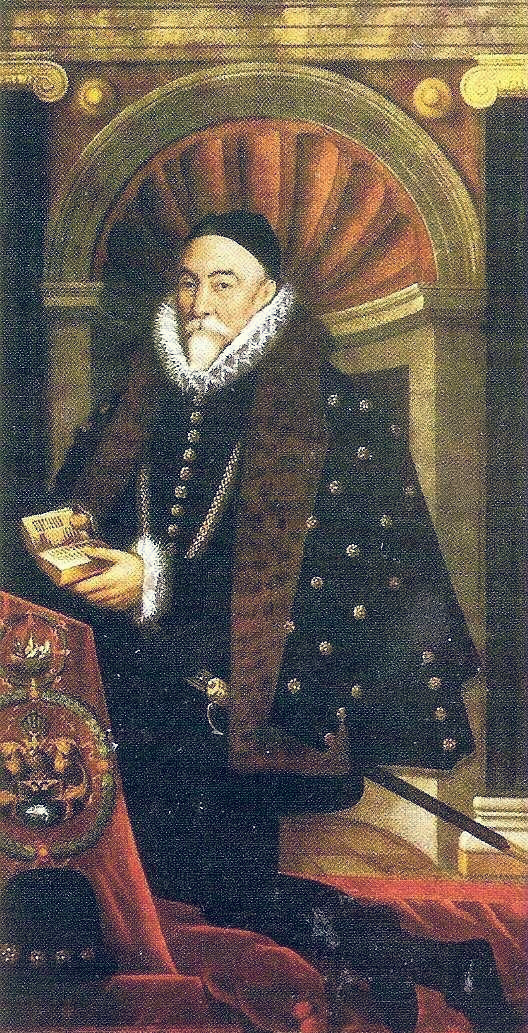
Leonhard I. von Taxis

Der neue Kaiser Maximilian II schloss mit dem Brüsseler Generalpostmeister Leonhard I. von Taxis am 24. August 1564 einen Vertrag. Die beiden Augsburger Postämter wurden zusammengelegt und der Brüsseler Zentrale unterstellt. Leiter dieses neuen Postamtes sollte der Füssener Postmeister Innozenz von Taxis werden. Das Hofpostamt in Augsburg wurde geschlossen, der Verwalter entlassen.
Seraphin II von Taxis prozessierte gegen die Einsetzung von Innozenz und gewann. Die niederländische Statthalterin Margarete von Parma bestätigte Serafin im Jahre 1567 als Leiter des neuen Niederländischen Postamtes, und der Augsburger Rat wies den amtierenden Postmeister Innozenz v. Taxis aus der Stadt. Trotz eines kaiserlichen Protests trat Seraphin II im Januar 1569 seine Stellung an.

### Erste Zahlungsschwierigkeiten bei der Niederländischen Post
König Philipp II. hatte 1559 die Herrschaft in Spanien angetreten und im Jahre 1560 die französische Prinzessin Elisabeth von Valois geheiratet. Damit verbesserte er sein Verhältnis zu Frankreich. Der Briefverkehr zu seinen Besitzungen in Sizilien, in Neapel und Mailand erfolgte meistens auf Schiffen nach Genua. Damit verlor die Landverbindung von Brüssel durch das Reich nach Italien für ihn zunehmend an Bedeutung. Dies wirkte sich auch auf die Brüsseler Postzentrale aus. Die finanzielle Situation des Brüsseler Postmeisters Leonhard von Taxis verschlechterte sich, weil nach dem spanischen Staatsbankrott im Jahre 1565 die Zuschüsse von der niederländischen Finanzbehörde eingestellt wurden.

### Der erste Streik auf der Niederländischen Transitroute
Im Herbst 1568 kann es zu Protesten der Posthalter von Rheinhausen bis Augsburg wegen der Zahlungsrückstände. Dann folgte ein Bummelstreik. Als der Streik anhielt, beschwerte sich Maximilian II im Dezember 1568 beim Statthalter der Niederlande, und im August 1569 bei Leonhard in Brüssel. Um seine Nachrichtenübermittlung nicht zu gefährden, ließ Maximilian im August 1570 den Posthaltern 400 Gulden auszahlen.

### Der Konfessionsstreit in den Niederlanden
Im Jahre 1572 eroberten die Calvinisten Holland und die Seelande. Im Jahre 1573 löste Louis de Requesens den Herzog von Alba als Statthalter der spanischen Niederlande ab. Im Jahre 1574 kam es erneut zu einem spanischen Staatsbankrott mit der Einstellung von Zahlungen aus der Staatskasse in Lille an die Brüsseler Postzentrale.
Am 4. September 1576 kam es zum Staatsstreich in den Niederlanden. Der Diplomat Johann Baptista von Taxis wurde verhaftet, konnte aber mit Hilfe seines Bruders Leonhard aus der Haft befreit werden.
Am 12. Oktober 1576 starb Kaiser Maximilian II. in Regensburg,.und sein Sohn Rudolf II wurde Kaiser.

## Die überregionale Post unter Kaiser Rudolf II. und Philipp II. von Spanien

### Auswirkungen des Aufstands der Niederlande 1576 auf die Brüsseler Zentrale
Im November 1576 wurden in den Niederlanden unter Wilhelm von Oranien die Generalstaaten ausgerufen. Im selben Monat eroberten Don Juan d’Austrias Truppen Antwerpen und plünderten die Stadt. Ende Januar 1577 flohen Leonhard von Taxis und sein Sohn Lamoral von Taxis aus Brüssel nach Luxemburg in das Feldlager von Don Juan d’Austria. Am 12. Februar 1577 schloss Philipp II. mit den Generalstaaten einen Friedensvertrag. Danach traten Holland und die Seelande aus den Generalstaaten aus.
Don Juan d’Austria eroberte im Sommer die Zitadelle von Namur und gründete die Union von Arras. Am 7. Dezember 1577 wurde er als Statthalter der Generalstaaten abgesetzt. Auch Leonhard verlor seinen Besitz und das Postmeisteramt in Brüssel. Sein Nachfolger wurde der Niederländer Johann Hinckart.
Um die Niederländische Postroute stritten sich nun auch Seraphin II. von Taxis in Augsburg und Johann Hinckart aus den Niederlanden.

### Der erste Abzweiger Wöllstein–Köln
Seraphin II. reiste im November 1577 nach Köln und richtete dort nach Absprache mit dem Rat der Stadt eine Poststation ein. Der Hauptgrund war, dass er von Augsburg aus keine Briefe mehr über Brüssel nach Antwerpen schicken konnte und eine Umleitung über Köln suchte. So entstand im Januar 1578 eine Botenlinie als Abzweiger, die von Köln über Remagen, Waldesch, Kisselbach nach Wöllstein an der Niederländischen Postroute führte.
Im Februar 1578 übernahm Jacob Henot das Amt des Postverwalters in Köln. Am 17. Juni 1578 schloss Hinckart mit dem württembergischen Posthalter Joseph di Calepio in Antwerpen einen Vertrag zwecks Übernahme der Posthalter bis Augsburg.

### Konkurrenz durch städtische Botenanstalten
Einige städtische Botenanstalten reagierten ebenfalls auf die Unruhen in den Niederlanden. Am 3. März 1578 richteten die Botenanstalten Augsburg, Frankfurt und Köln eine eigene Poststafette nach Antwerpen ein und benutzten dabei zum ersten Mal Pferdewechselstationen. Seraphin II. protestierte umgehend beim Kaiser. Dieser erließ am 14. Oktober 1578 ein Verbot der Kaufmannspost mit unterlegten Pferden zwischen Augsburg, Frankfurt und Köln nach Antwerpen.
Als Gegenreaktion wandelte Jacob Henot, der neue Kölner Postmeister, am 1. Juli 1579 die Fußbotenlinie von Köln nach Wöllstein in eine Reitroute um und errichtete eine Postenkette nach Antwerpen. Damit gab es wieder eine Pferdestafette zwischen Augsburg und Antwerpen, die über Wöllstein und Köln verlief.

## Die Postreform im Reich

### Der Versuch, eine private Reichspost zu gründen
Schon im Jahre 1578 hatte die Augsburger Kaufmannschaft dem Kaiser vorgeschlagen, eine eigene Reichspost mit einer Zentrale in Augsburg aufzubauen. Initiator war der Augsburger Patrizier Konrad Rott. Diese Route sollte der Allgemeinheit zugänglich sein und dem Kaiser eine kostenlose Nachrichtenübermittlung ohne Zuschüsse bringen. Diese „Privatpost“ aber wurde vom Kaiser abgelehnt.
Konrad Rott versuchte daraufhin, den sächsischen Kurfürsten zu überreden, eine überregionale Reichspost zu gründen. Das alarmierte den kaiserlichen Hof. Zwischen Juli und August 1579 erstellten Erzherzog Ernst in Wien, Ferdinand in Innsbruck und Albrecht von Bayern am 29. Juli Postgutachten. Sie billigten dem sächsischen Kurfürsten zwar eine Territorialpost zu, aber nicht das Recht, eine Post auf fremden Gebieten zu betreiben.

### Bildung einer Reformkommission
Am 13. November 1579 ernannte Rudolf II. eine gemischte Kommission in Augsburg zur Reformation des Postwesens mit den Mitgliedern Hans Fugger, Georg Ilsung und Anton Christoph Rellinger. Letzterer wurde am 29. September 1582 durch Marx Fugger ersetzt.
Am 24. November 1579 kamen unter Leitung von Calepio die württembergischen Posthalter in Esslingen zusammen und beschlossen erneut einen Streik. Die Briefe wurden in Wöllstein und Scheppach angehalten, und Calepio wurde für kurze Zeit in Augsburg inhaftiert. Allerdings erhielten die Posthalter an der Niederländischen Postroute 600 Gulden aus kaiserlicher Reichshilfe.

### Vermittlungsversuche von Jacob Henot
Leonhard von Taxis, der nach seiner Wiedereinsetzung als Postmeister in Brüssel im Jahre 1580 wieder als Postmeister in Brüssel aktiv wurde, übermittelte im Januar 1581 der Augsburger Kommission durch Henot ein Gesuch zur Wiedereinsetzung als Generalpostmeister im Reich. Seine Forderung wurde am 5. Mai 1581 abgelehnt. Auch der Augsburger Postmeisters Seraphin II. strebte dieses Amt an, starb jedoch im Januar 1582.
Im zweiten Halbjahr 1583 unternahm Henot von Köln aus eine Reise nach Venedig. Er machte den Posthaltern in Württemberg den Vorschlag, die Rückstände in vier Raten zu bezahlen. Im Gegenzug schlug er eine neue Postordnung für die Route Venedig–Trient–Innsbruck–Augsburg–Rheinhausen bis Köln vor.
Im Januar 1584 reiste Jacob Henot zu Leonhard von Taxis nach Brüssel. Leonhard erteilte ihm und seinen Sohn Lamoral die Order; gemeinsam 3000 Kronen an die Posthalter auszuzahlen. Im Frühsommer trafen sich Henot und Lamoral in Köln. Es kam zum Streit. Lamoral verlangte vom Rat in Köln Henots Absetzung und die Einsetzung einer anderen Person als Kölner Postmeister. Diese wurde verweigert. Daraufhin reiste Lamoral nach Augsburg, heiratete dort Genoveva, die älteste Tochter Seraphins II, und schlug der Augsburger Kommission vor, ihn zum Generalpostmeister im Reich zu ernennen.
Am 14. Juli 1585 empfahl die Augsburger Kommission dem Kaiser, Lamoral von Taxis zum Generalpostmeister im Reich zu machen. Der Kaiser akzeptierte diese Empfehlung, aber der spanische König Philipp II. legte in Prag erfolgreich dagegen Widerspruch ein.
Im September 1586 reiste Henot von Prag nach Innsbruck und danach weiter nach Trient, Mantua, Mailand und Venedig. Dort verhandelte er über die Erweiterung der Postordnung von 1583. Leonhard in Brüssel zahlte den Posthaltern zwischen Brüssel und Wöllstein Ende 1586 die rückständigen Jahresgehälter aus, sodass die Verbindung Brüssel – Augsburg zunächst wieder funktionierte.
Am 24. April 1588 erhielt Henot in Prag den Auftrag, einen Entwurf zur Neuordnung der kaiserlichen Hofpost zu erstellen. Henot legte am 5. Mai 1588 ein Konzept vor, wonach die Hofpost mit der zukünftigen Reichspost zusammengelegt, der Postkurs von Wien über Graz nach Venedig abgeschafft und die städtischen Botendienste ausgeschaltet werden sollten. Henots Ziel war es, unter Einbeziehung der Hofpost kaiserlicher Generalpostmeister zu werden. Er versprach dem Kaiser die Einrichtung neuer Postlinien im Deutschen Reich, wollte auf alle Zuschüsse verzichten und sicherte ihm eine kostenfreie Beförderung zu. Bis Ende 1588 wartete er in Prag darauf, zum Hofpostmeister ernannt zu werden. Zu dieser Ernennung kam es nicht. Rudolf II. residierte in Prag, und die drei österreichischen Postzentralen in Wien, Graz und Innsbruck waren unabhängig und unterstanden ihm nicht.

### Die Brüsseler Postzentrale nach dem Untergang der Spanischen Armada
Auch die Lage Spaniens hatte sich nach dem Untergang der Armada in der Seeschlacht von Dover am 31. Juli 1588 geändert. Philipp II. war gezwungen, die Schwerpunkte seiner Politik neu zu setzen. Wegen der Auseinandersetzungen mit Frankreich konnte er seine Briefe in die Spanischen Niederlande weder durch Frankreich noch auf dem Seeweg durch den Ärmelkanal befördern. Die einzige Möglichkeit war eine Landroute von Genua aus über die Schweiz, das Elsass und Lothringen.
Im Januar 1589 begann Henot seine Reformreise. Bis Ende April schloss er neue Verträge in Tirol, in Italien und in Württemberg. Da die kaiserliche Hofkammer nicht die Bezahlung der Schulden übernehmen wollte, scheiterte er. Die Reichsfinanzen waren zerrüttet und der Kaiser nicht in der Lage, Geld für die Bezahlung der Post bereitzustellen. Henot schaffte es nicht, die notwendigen Geldbeträge über Kredite zu beschaffen. So kam es im Verlauf des Jahres 1589 zu einem weiteren Streik der württembergischen Posthalter.
Leonhard von Taxis nutzte unterdessen seine Chance. Noch im Jahre 1589 söhnte er sich mit seinem Sohn Lamoral aus, bestätigte Jacob Henot als Kölner Postmeister und ließ Absprachen mit Calepio treffen.

### Konsolidierung der Finanzen und Gründung der kaiserlichen Reichspost
Kaiser Rudolf II. hielt sich mit der Ernennung eines Generalpostmeisters im Heiligen Römischen Reich weiter zurück. Auch die notwendige Schuldentilgung der Post konnte nicht geklärt werden.
Die finanzielle Lage Leonhards von Taxis, des Postmeisters in den Niederlanden, verbesserte sich dagegen sehr. Seit dem 27. Juli 1593 erhielt er einen jährlichen Zuschuss von 10.000 Livres für eine Postenkette durch Lothringen und Burgund nach Italien und nach Frankreich. Ferner bekam er seit dem 31. Dezember 1593 vom niederländischen Statthalter Peter Ernst I. von Mansfeld einen jährlichen Zuschuss von 4000 Livres für die Wiederherstellung der Posten von Brüssel über Flamisoul nach Augsburg und Trient.
Am 16. Juni 1595 erhielt Leonhard von Taxis endlich einen kaiserlichen Bestallungsbrief für alle Posten im Deutschen Reich, soweit sie vom spanischen König Philipp II. bezahlt wurden. Gleichzeitig bekam er den Titel eines Generalobristen Postmeisters im Heiligen Römischen Reich.
Am 16. Oktober 1596 trat eine neue Postordnung in Kraft, die alle Posthalter des Niederländischen Postkurses in Augsburg oder an ihrem Heimatort unterschreiben mussten.
Gestützt auf ein kaiserliches Postregal nahm im Jahr 1597 die Kaiserliche Reichspost ihren Betrieb auf. An den Aufgaben der Posthalter änderte sich zunächst nichts. Der Niederländische Postkurs nach Italien über Augsburg, Innsbruck und Trient blieb weiterhin eine von Spanien bezahlte Transitlinie durch das Heilige Römische Reich.